# Zonlibellen
De zonlibellen (Urothemis) vormen een geslacht van libellen (Odonata) uit de familie van de korenbouten (Libellulidae).

## Soorten
Urothemis omvat 9 soorten:
- Urothemis abbotti Laidlaw, 1927
- Urothemis aliena Selys, 1878
- Urothemis assignata (Selys, 1872)
- Urothemis bisignata Brauer, 1868
- Urothemis consignata Selys, 1897
- Urothemis edwardsii (Selys, 1849)
- Urothemis luciana Balinsky, 1961
- Urothemis signata (Rambur, 1842)
- Urothemis thomasi Longfield, 1932